# African Israel Church, Nineveh
Die African Israel Church, Nineveh (auch: African Israel Nineveh Church, Abkürzung: AICN) ist eine kenianische, in Afrika entstandene Kirche, die sich auch nach Tansania und Uganda ausgebreitet hat. Die Kirche unterhält eine Reihe von Schulen und Bildungseinrichtungen. Sie unterscheidet sich von anderen unabhängigen Kirchen dadurch, dass sie die Schulmedizin positiv bewertet und bei Entwicklungsprojekten mitarbeitet. Die Kirche ist auf nationaler Ebene ökumenisch engagiert und trat 1975 dem Ökumenischen Rat der Kirchen bei. Hier wird die Mitgliederzahl mit 500.000 Personen in 4.800 Gemeinden angegeben. 

## Geschichte
Der Kirchengründer war David Zakayo Kivuli (1896–1974). Seit 1925 arbeitete er als Leiter von Missionsschulen der Pfingstbewegung (Pentecostal Assemblies of Canada). 1932 hatte er ein religiöses Erlebnis (Geisttaufe) und war daraufhin als Evangelist und Heiler tätig. Da andere afrikanische Kirchenführer ihn nicht anerkannten, gründete er seine eigene Kirche (1942) und nahm den Titel Hohepriester an. Sein Wohnort, Nineveh, wurde zum Pilgerziel. 1958 wurde hier eine große Kirche gebaut, The Ark. Als David Kivuli 1974 verstarb, folgte ihm seine Ehefrau Mama Rebecca Kivuli (1902–1988) als Hohepriesterin nach. 1983 trat sie von ihrem Amt zurück. Der nächste Hohepriester war der Enkel des Gründerpaars, der 1960 geborene John Mweresa Kivuli II. Dieser hat einen Abschluss in Theologie. 1993 nahm er den Titel Erzbischof an, da er vom Priestertum aller Gläubigen überzeugt war und Jesus Christus als einzigen Hohenpriester betrachtete. 

## Kirchliches Leben
Die Mitglieder glauben an den dreieinigen Gott und die Wiederkunft Christi zum Endgericht. Sie lehnen die Kindertaufe ab, vielmehr erhalten Kinder am achten Lebenstag ihren Namen. Die Gläubigentaufe erfolgt nach einem Vorbereitungskurs als Geisttaufe ohne Verwendung von Wasser. Der Freitag ist als Tag der Kreuzigung Jesu besonders wichtig und wird mit Meditation und Gebet begangen. Am Sonntag, dem Tag der Auferstehung, finden von Trommlern geleitete Prozessionen statt. Die Mitglieder tragen beim Gottesdienst weiße Kleidung.